# Quận Carroll, Georgia
Quận Carroll là một quận trong tiểu bang Georgia, Hoa Kỳ. Quận lỵ đóng ở thành phố Carrollton 6. Theo điều tra dân số năm 2000 của Cục điều tra dân số Hoa Kỳ, quận có dân số 87.268 người 2. Năm 2007, dân số của quận ước khoảng 111.954 người.